# Tionne Watkins
Tionne Tenese „T-Boz” Watkins (ur. 26 kwietnia 1970 w Des Moines, w stanie Iowa) – amerykańska piosenkarka, członkini grupy muzycznej TLC. Watkins sporadycznie występuje również w filmach. Solo wydała cztery single: w 1996 roku Touch Myself ze ścieżki dźwiękowej do filmu Fled, cztery lata później My Getaway, który znalazł się w filmie Rugrats in Paris. W 2013 T-Boz powróciła z singlem Champion, a w 2017 wydała Dreams jako utwór promujący swoją autobiografię, A Sick Life.

## Życie prywatne
Jest chora na anemię sierpowatą, którą ukrywała do 1996 roku przed managementem i swoimi koleżankami z grupy. Była żoną rapera Mack 10, z którym ma córkę Chase Rolinson. Para rozwiodła się w 2004 roku. W 2016 T-Boz adoptowała dziewięciomiesięcznego chłopca.